# Piretopsis
Piretopsis is een geslacht van uitgestorven kreeftachtigen uit de klasse van de Ostracoda (mosselkreeftjes).

## Soorten
- Piretopsis (Protallinnella) erratica
- Piretopsis (Protallinnella) grewingkii (Bock, 1867) Jones (C. R.), 1986 †
- Piretopsis (Protallinnella) loennaensis (Sarv, 1963) Schallreuter, Siveter & Kruta, 1984 †
- Piretopsis (Protallinnella) nana (Broegger, 1882) Schallreuter, 1993 †
- Piretopsis (Protallinnella) peridonea (Sarv, 1963) Schallreuter, 1993 †
- Piretopsis (Protallinnella) quadricostata (Sarv, 1963) Schallreuter, 1985 †
- Piretopsis (Protallinnella) salopiensis (Harper, 1947) Schallreuter, Siveter & Kruta, 1984 †
- Piretopsis (Protallinnella) tricostata (Sarv, 1963) Schallreuter, Siveter & Kruta, 1984 †
- Piretopsis (Cerninella) bohemica (Pribyl, 1966) Schallreuter, Siveter & Kruta, 1984 †
- Piretopsis (Cerninella) ranuncula (Jones, 1986) Schallreuter, 1993 †
- Piretopsis donsi Henningsmoen, 1953 †